# Laurent Valo
Pour les articles homonymes, voir Valo.
Laurent Valo est un comédien et animateur sourd français, né le 1er décembre 1971 à Paris. Il a interprété de nombreux rôles, tant au théâtre qu'au cinéma.

## Biographie
Passionné par l'image et le théâtre depuis son enfance, Laurent Valo entame son parcours professionnel à l'âge de douze ans dans la troupe de l'International Visual Theatre (IVT), dans une pièce en langue des signes française, Voyage au bout du métro, créée par la troupe sous la direction de Ralph Robbins. Par la suite, il participe à de nombreuses autres réalisations théâtrales et cinématographiques : outre de nombreux rôles sur les planches, il a notamment interprété des rôles en langue des signes française (LSF) dans les longs métrages Ridicule de Patrice Leconte, en 1996, et Sur mes lèvres de Jacques Audiard, en 2001. Il a également participé à diverses productions télévisuelles.
Laurent Valo est en outre animateur de stages de théâtre en langue des signes et formateur, entre autres, pour l'IVT, à destination d'un public de sourds et d'entendants. Il a aussi pratiqué l'art-thérapie par le théâtre auprès de jeunes sourds en difficulté. Il a été rédacteur en chef d'un magazine de société réalisé par des sourds à destination du public entendant, « Picto Mag », aujourd'hui disparu.
Aujourd'hui, il est directeur de collection de l'émission L'Œil et la Main sur France 5, depuis 2011.

### Vie associative
Laurent Valo est le vice-président de l’association nationale de deux langues pour une éducation (2LPE) depuis le 14 juillet 2012.

## Filmographie

### Cinéma

#### Longs métrages
- 1996 : Ridicule de Patrice Leconte : un élève sourd
- 1998 : Adieu, plancher des vaches ! d'Otar Iosseliani
- 2001 : Sur mes lèvres de Jacques Audiard : un gars sourd

#### Courts métrages
- 2002 : Le cri d'Emmanuel Robert-Espalieu
- 2002 : Sang froid de Pierre-Louis Levacher
- 2005 : Valmont II de Rolf Kasteleiner

## Théâtre
- 1983 : Voyage au bout du métro, création par la troupe l'International Visual Theatre sous la direction de Ralph Robbins
- 1993 : Hanna, scénario original et mise en scène de Levent Beskardes, création de l'International Visual Theatre au Théâtre de la Cité internationale, Paris
- 1994 : La Rayonne de[Qui ?]
- 1994 : Vole mon dragon, d'après l'œuvre de Hervé Guibert, mise en scène de Stanislas Nordey, création à La Chartreuse de Villeneuve-lez-Avignon
- 1995 : Antigone, d'après l'œuvre de Sophocle, mise en scène de Thierry Roisin, création de l'International Visual Theatre à La Chartreuse de Villeneuve-lez-Avignon
- 1995 : Splendid's de Jean Genet, mise en scène Stanislas Nordey, Théâtre Nanterre-Amandiers
- 1996 : Le ¨Purgatoire, mise en scène de Serge Noyelle, création de l'International Visual Theatre au Festival Traffics de Nantes
- 1998 : La Seconde Chance, scénario original et mise en scène de Muriel Verhoeven, création de l'International Visual Theatre (1998)
- 2000 : On ne badine pas avec l'amour, d'après l'œuvre d'Alfred de Musset, mise en scène de Cathy Girard Deray
- 2001 : Woyzeck, d'après l’œuvre de Georg Büchner, mise en scène de Thierry Roisin, création au Théâtre de la Cité internationale, Paris
- 2002 : Hanna, scénario original et mise en scène de Levent Beskardes, reprise de la création de l'International Visual Theatre de 1993, Main d'or 2004 de la meilleure pièce de théâtre
- 2003 : Le Dormeur du dehors, de Jacques Dor, mise en scène de Claire Le Michel, création de l'International Visual Theatre
- 2003 : Ubu sourd la table, d'après l'œuvre d'Alfred Jarry, mise en scène de Francis Monty, création par la compagnie du Théâtre de la Pire Espèce, Montréal, Québec
- 2004 : Le Défaut des paroles rapportées, de Jacques Dor, mise en scène de Claire Le Michel, création par la compagnie Un Soir Ailleurs, L'Étoile du Nord, Paris

## Distinctions

### Récompenses
- Prix du Public au Festival fantastique de San Sebastien, rôle interprété en LSF
- Mains d'Or 1999 : meilleur comédien espoir